# Drosanthemum pulchellum
Drosanthemum pulchellum är en isörtsväxtart som beskrevs av L. Bol. Drosanthemum pulchellum ingår i släktet Drosanthemum och familjen isörtsväxter. Inga underarter finns listade i Catalogue of Life.